# NGC 7307
NGC 7307 (другие обозначения — PGC 69161, ESO 345-26, MCG -7-46-3, IRAS22309-4111) — галактика в созвездии Журавль.
Этот объект входит в число перечисленных в оригинальной редакции «Нового общего каталога».
Галактика наблюдается с ребра и в ней заметно искривление тонкого диска. Оно вероятно вызвано гравитационным взаимодействием галактики в группе. 